# Hamrníky
Hamrníky (německy Hammerhäuseln) jsou část města Mariánské Lázně v okrese Cheb v Karlovarském kraji. Nachází se na jihozápadě Mariánských Lázní. Je zde evidováno 242 adres. V roce 2011 zde trvale žilo 778 obyvatel.
Hamrníky leží v katastrálním území Úšovice.

## Historie
První písemná zmínka o vesnici pochází z roku 1720.
Původně se jednalo o dvůr s hamrem, po několika požárech byl na jeho místě postaven v roce 1708 zámeček. K původnímu dvoru patřily samoty na Kosím potoce.
V první polovině 19. století se staly Hamrníky výletním místem lázeňských hostů. V budově zámečku byla otevřena kavárna a hostinec, okolo byl v roce 1832 zřízen park s lavičkami. Ve druhé polovině 19. století se však zámeček vrátil k původní funkci zemědělského dvora, který se zabýval chovem skotu. Z původního parku se zachoval jen památný dub, pojmenovaný jako Dub u Hamrnického zámečku.
Hamrníky patřily až do 15. října 1941 pod Úšovice, kdy spolu s Úšovicemi byly připojeny k Mariánským Lázním.

## Přírodní poměry
Území Hamrníků leží v geomorfologickém celku Podčeskoleská pahorkatina. Vesnicí protéká Kosový potok. V těsném sousedství západního okraje zástavby se v nivě Panského potoka mezi Ohradským a Malým ostrovním rybníkem nachází přírodní rezervace Hamrnický mokřad.
Významnou vodní plochou na území Hamrníků je Velký Hamrnický rybník s přírodním koupalištěm Lido, vybudovaným a otevřeným v roce 1932 leteckým nadšencem a pilotem Juliem Arigi.

## Obyvatelstvo
Podle sčítání 1930 zde žilo v 52 domech 489 obyvatel. 14 obyvatel se hlásilo k československé národnosti a 472 k německé. Žilo zde 480 římských katolíků a 6 evangelíků.
| Rok            | 1869 | 1880 | 1890 | 1900 | 1910 | 1921 | 1930 | 1950 | 1961 | 1970 | 1980 | 1991  | 2001  | 2011 | 2021 |
| -------------- | ---- | ---- | ---- | ---- | ---- | ---- | ---- | ---- | ---- | ---- | ---- | ----- | ----- | ---- | ---- |
| Počet obyvatel | 270  | 269  | 221  | 237  | 296  | 387  | 489  | 278  | 321  | 499  | 543  | 2 128 | 2 045 | 788  | 661  |
| Počet domů     | 33   | 37   | 25   | 25   | 29   | 35   | 52   | 62   | -    | 89   | 116  | 225   | 268   | 226  | 227  |

## Obecní správa
Při sčítání lidu v letech 1850–1946 Hamrníky byly osadou obce Úšovice, se kterým patřily nejprve do okresu Teplá, ale v letech 1900–1946 v okrese Mariánské Lázně.
Od roku 1947 jsou částí města Mariánské Lázně, se kterým patřily nejprve do okresu Mariánské Lázně, ale od roku 1960 v okrese Cheb.

## Pamětihodnosti
- Hamrnický dvůr